# كارل ويلهلم جوزيف كاستنر
كارل ويلهلم جوزيف كاستنر (بالألمانية: Karl Wilhelm Gottlob Kastner)‏ هو كيميائي ألماني، ولد في 31 أكتوبر 1783 في غريفيتسه في بولندا، وتوفي في 13 يوليو 1857 في إرلنغن في ألمانيا.